# ميغالا كاليفيا (تريكالا)
ميغالا كاليفيا (Μεγάλα Καλύβια) هي مدينة في تريكالا في مقاطعة فوريا إلادا في اليونان.